# 第1外人工兵連隊
第1外人工兵連隊（だいいちがいじんこうへいれんたい、1er régiment étranger de génie：1er REG）は、ガール県Laudun-l'Ardoiseに駐屯する、第6軽機甲旅団隷下のフランス陸軍の工兵連隊である。
兵種は工兵、伝統的区分は外人部隊である。

## 沿革
- 1939年：第6外人歩兵連隊が創設される。
- 1942年1月1日：第1外人歩兵連隊に編入。
- 1949年：第1外人歩兵連隊を母体に第6外人連隊がチュニジアにて再編成される。
- 1955年：連隊は解隊される。
- 1984年7月1日：第6外人工兵連隊として再編成される。
- 1999年7月1日：第1外人工兵連隊に改編される。

## 最新の部隊編成
- 連隊本部
- 本部管理中隊 - （水中・水上工作(DINOPS)含む）
- 第1中隊
- 第2中隊
- 第3中隊
- 第4中隊
- 偵察・支援中隊（1個偵察小隊、1個対戦車小隊、1個重迫撃砲小隊含む）
- 管理支援中隊（武器・車両・通信の整備など）
- 予備訓練中隊

### 定員
- 連隊の人員構成としては、約1,000名からなる。

## 主要装備
- GIAT BM92-G1
- FA-MAS
- FR-F2
- AAT-F1
- AA-52
- 12.7mm重機関銃
- RTF1 120mm迫撃砲
- LLR 81mm迫撃砲
- EBG（装甲工兵車）
- MFRD（地雷敷設車）
- PMM（地雷除去車）
- PAA（パネル型架橋車）
- MPG（多目的工兵車、バケットローダー）
- EFA（浮橋車）
- MAT（車両渡河資材）
- EMAD（）
- VAB
- VAL
- P4